# Петренко Семен Якович
Семен Якович Петренко (нар. 15 лютого 1927, село Харківці, тепер Гадяцького району Полтавської області) — український радянський діяч, начальник комбінату «Красноармійськвугілля» Донецької області. Депутат Верховної Ради УРСР 8-9-го скликань. Кандидат технічних наук.

## Біографія
Освіта вища. Закінчив Донецький індустріальний інститут.
З 1951 р. — начальник дільниці, головний інженер, начальник шахти, начальник шахтоуправління тресту «Чистяковантрацит» Сталінської області.
Член КПРС з 1953 року.
З 1957 р. — головний інженер трестів «Шахтарськантрацит», «Красногвардійськвугілля», керуючий трестом «Пролетарськвугілля», головний інженер комбінату «Донецьквугілля» Донецької області.
З 1970 р. — начальник комбінату «Красноармійськвугілля» Донецької області.
Потім працював заступником директора Донецького науково-дослідного вугільного інституту із наукової роботи, старшим науковим співробітником лабораторії полімерних композитів ВАТ «Науково-дослідного інституту гірничої механіки імені Федорова» у Донецьку.
Проживав на пенсії у місті Донецьку.

## Нагороди
- ордени
- медалі
- заслужений шахтар України